# 石龙镇 (冕宁县)
石龙镇，原为石龙乡，是中华人民共和国四川省凉山彝族自治州冕宁县下辖的一个乡镇级行政单位。2019年12月，撤销后山乡，所属行政区域划归石龙镇管辖。

## 行政区划
石龙镇下辖以下地区：
石龙村、高枧村、和平村、民主村和双桥村。